# Nyctibatrachus deccanensis
Nyctibatrachus deccanensis är en groddjursart som beskrevs av Dubois 1984. Nyctibatrachus deccanensis ingår i släktet Nyctibatrachus och familjen Nyctibatrachidae. IUCN kategoriserar arten globalt som sårbar. Inga underarter finns listade i Catalogue of Life.